# Шифердеккер, Беттина
Беттина Шифердеккер (нем. Bettina Schieferdecker; род. 30 апреля 1968, Маркранштедт, ГДР) — восточногерманская гимнастка, бронзовая медалистка Олимпийских игр в командном первенстве (1988).

## Биография
В 1983 году в составе сборной ГДР стала бронзовой призёркой Чемпионата мира в командных соревнованиях.
На соревнованиях «Дружба-84» (проводимых в качестве альтернативы бойкотируемым Олимпийским играм в Лос-Анджелесе) стала серебряной медалисткой в командном первенстве, также была десятой в абсолютном первенстве и бронзовой призёркой в вольных упражнениях.
Затем несколько лет не попадала в состав сборной ГДР.
На Олимпийских играх 1988 года стала бронзовой медалисткой в команде, а также заняла одиннадцатое место в абсолютном первенстве и вышла в финал на бревне, где была восьмой. После Олимпийских игр была награждена орденом «За заслуги перед Отечеством» 3-й степени.